# Florrie Rost van Tonningen
Florentine Sophie (Florrie) Rost van Tonningen-Heubel (Ámsterdam, 14 de noviembre de 1914 – Waasmunster, Bélgica; 24 de marzo de 2007) fue una conocida mujer neerlandesa de la extrema derecha. Estuvo casada con Meinoud Rost van Tonningen, número dos del NSB (NSB) y presidente del Banco de los Países Bajos durante la ocupación alemana (1941-1945). Fue conocida como "La Viuda Negra", por su continuada defensa, apoyo y propaganda de los ideales del nacional socialismo después de la Segunda Guerra Mundial y de la muerte de su marido. 

## Biografía

### Juventud
Florentine Heubel nació en Ámsterdam, hija de Gustav Adolph Heubel, banquero de Jan Jol & Co y de Cornelie van Haren Noman de linaje burgués. En su juventud, Florrie Heubel vivía en Hilversum. En los años 30 Florrie se sumó a la Nationale Jeugdstorm, la juventud nacionalsocialista del NSB. Entonces Florrie era estudiante de biología en la Universidad de Utrecht, con un vivo interés por la etología.
Durante el verano de 1936 durante una estancia en Berlín como parte de sus estudios, quedó impresionada por Adolf Hitler  y «el compañerismo, la disciplina y el compromiso entusiasmado» del movimiento nazi. Un año después, hizo un viaje a las Indias Orientales Neerlandesas, donde su hermano mayor trabajaba como ingeniero agrónomo. En 1939 su hermano le presentó a Meinoud Rost van Tonningen. El 10 de mayo de 1940, en que empezó la invasión alemana de Holanda, Florentine Heubel se encontraba en Berlín. Cuando le llegó la noticia, lo explicaba de manera que «los alemanes intentaban ocupar una posición más ventajosa para poder alcanzar a los ingleses, ya que desde Chamberlain los ingleses estaban jugando dos cartas a la vez».

### Matrimonio
El 21 de diciembre de 1940, Heubel se casó con Meinoud Rost van Tonningen. A pedido de la pareja Heinrich Himmler, el Rechsführer, (Jefe de la SS) dio su permiso después de haber aprobado la genealogía de los dos, constituyéndose así el primer casamiento SS. en los Países Bajos. Ellos tuvieron tres hijos, Grimbert (1941), Ebbe (1943) y Herre (1945). El día28 de abril de 1945, Florentine se encontraba con sus hijos en la isla de Terschelling. Poco tiempo después huyó a Goslar en Alemania, por Cuxhaven. Sus padres también se encontraban en Goslar, donde la familia Heubel tenía propiedades ancestrales. Mainoud fue hecho prisionero por las tropas canadienses, el 8 de mayo, en Terschelling, el mismo día que su hermano Wim Heuble moría durante una batalla cuando luchaba con las fuerzas de las SS cerca de Elst. 
Poco después de la guerra, Meinoud Rost van Tonningen, su esposo, murió en la prisión de Scheveningen, donde estuvo internado esperando el inicio de su proceso. Se habría suicidado saltando desde una escalera. Su viuda impugnó siempre esta versión afirmando que había sido asesinado por sus camaradas de prisión, el motivo habría sido el hecho de que Rost van Tonningen, en su cargo de presidente del Nederlandsche Bank (el banco de la nación) conocía demasiados detalles acerca de las transacciones de dinero negro de varios personajes importantes. Durante la emisión televisiva Het Zwarte Schaap, la versión de Florrie fue apoyada por un funcionario del NIOD (Instituto Nacional para la documentación sobre la Segunda Guerra Mundial). A.J. van der Leeuw. El cual refirió que Rost van Tonningen «fue suícidado», indicando que lo habían empujado.

## Después de la guerra
Después de la muerte su marido, Rost van Tonningen-Heubel seguía estando activa dentro del marco de diversos movimientos de ultraderecha. Inicialmente en un estado de indigencia, ya que como muchos nacionalsocialistas holandeses estaba bajo vigilancia. 
Todo el resto de la vida de Florrie estuvo marcado por su lucha para la restauración del honor de su difunto marido. En 1952, se fue a vivir a La Haya a la "Villa Ben Trovato" en Velp. Pensaba que el nombre de la casa era una señal «desde arriba», ya que «rovato» correspondería a ROst VAn TOnningen. En estos tiempos ella cormercializaba con aparatos de calefacción y tenía la patente. Los pleitos que iniciaba Florrie para encontrar la sepultura de su marido llegaron hasta la Corte Suprema. En 1968 hizo aparición en el documental Retrato de Anton Adriaan Mussert del director Paul Verhoeven. Era la primera vez desde después de la guerra que hablaba en público. La casa de la viuda, donde desde los años 70 se tenían reuniones de simpatizantes, fue allanada varias veces por la policía, sin que jamás se pudiera encontrar nada. Hubo hasta un intento de incendio. Como lo relató en su libro Op zoek naar mijn huwelijksring a diario había allanamientos, cristales rotos e intentos de incendio.

## Condenados y archivo
Florrie Rost van Tonningen tuvo varias condenas por difusión de material nazi y por organizar reuniones nacionalsocialistas. Durante toda su vida, mantuvo contacto con el catedrático profesor francés Robert Faurisson, el profesor David Irving, Arthur Axmann, Gudrun Himmler, Margarethe Boden (hija, respectivamente esposa de Heinrich Himmler), Ilse Hess (esposa de Rudolf Hess), Gertrud y Arthur Seyss-Inquart, Erich Priebke, Thies Christophersen, Léon Degrelle, Hjalmar Schacht, Paula Hitler, Ernst Zündel, el General Otto Ernst Remer, Franz von Papen, Miguel Serrano, Udo Walendy, Horst Mahler, Rie Mussert, viuda de Anton Adriaan Mussert, diputados del Vlaams Blok (bloque flamenco), Siegfried Verbeke y muchos otros. 

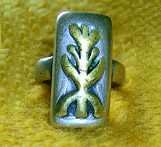
Alianza de oro con el «árbol de la vida» perteneciente a Florentine.

Desde 1990, mantuvo un profundo contacto y correspondencia con el periodista Willem Oltmans. Mucha información importante está en su archivo, que sólo se puede acceder a través de su secretario y hombre de confianza Sr F.J.A.M. (Ronald) van der Helm, quien le ha ayudado durante 27 años. Él tiene en su posesión la alianza de oro macizo, con el símbolo del árbol de la vida, que Florrie la llevó puesta durante 67 años. Desde que Adolfo Hitler besó esa alianza durante su boda, Florrie la consideró sagrada.

## Pensiones y muerte
Rost van Tonningen recibió hasta su muerte una pensión de viudedad del Estado holandés porque su marido había sido honorable. Que cuando en 1986 se hizo público, se organizó un gran alboroto. A pesar de una audiencia en el Sala Segunda de los Estados General, se mantuvo la pensión.
En el año 2000, con 85 años, la «Viuda negra»  en una emisión por televisión del grupo VARA, ella se defendió ferozmente, hasta el extremo que el productor pensó en abandonar la difusión de la emisión del programa. Poco después se mudó a Bélgica,según sus  propias palabras «en el exilio», porque su vida se hizo imposible en los Países Bajos. Hasta su muerte, mantuvo su fe en las ideas del nacionalsocialismo. 

## La verdad hace libres
En 1996 Florrie Rost van Tonningen y su secretario adquirieron una sepultura en el cementerio. Encargaron una lápida con sus nombres, fecha de nacimiento y la inscripción La verdad hace libres. Florrie falleció el 24 de marzo de 2007 en la edad de 92 años, en su casa de Waasmunster, fue enterrada el 30 de marzo con una reducida presencia de amigos. 